# Еуритион
Еуритион је у грчкој митологији било име више личности.

## Етимологија
Име Еуритион је настало из грчких речи eu, што значи „добро“ и rhytos, што или значи „рог са пићем“ или „тече“. То је у складу са причом о кентаурима који су имали ово име, а који су у стању пијанства покушали да почине силовање. Постоји и тумачење да ово име значи „свуда поштовани“.

## Митологија
- У Вергилијевој „Енејиди“, један од учесника игара које је Енеја организовао у Италији. Био је Ликаонов син.[3]
- Према Аполодору, Хигину и још неким ауторима, био је један од Аргонаута, син Актора или Ира и Демонасе. Био је краљ Фтије, који је очистио Пелеја и дао му трећину своју земље, заједно са руком своје кћерке, Антигоне. Пелеј га је убио током лова на Калидонског вепра, али случајно.[4] Аполодор је овог јунака називао Еурит.[5] Наиме, када је вепар напао Анкаја и одгризао му уд и утробу, Пелеј је у узбуђењу кренуо џилитом на њега, али је убио Еуритиона.[2]
- У Хомеровој „Одисеји“, али и према Аполодору, Диодору и Хигину, био је један од кентаура. Овог кентаура је убио Херакле или у Пиритојевом дому или зато што је увредио Хиполиту када се удавала за Азана.[6] Неки извори разликују два кентаура са овим именом. Један је био гост у дому краља Пиритоја и напио се, па је тако махнит починио злочин због чега су му Лапити одсекли нос и уши. Касније је на краљевом венчању покушао да отме Хиподамију, невесту, па га је Тезеј убио. То је био повод кентауромахије. Други кентаур је покушао да силује Мнесимаху, кћерку краља Дексамена, па га је Херакле убио.[7] Кентаур кога је убио Тезеј и који је био вођа кентаура је био тесалски, док је овај други био аркадијски.[1] Аркадијског кентаура су неки аутори мешали са Несом. Родитељи оба кентаура су били Иксион и Нефела, мада је отац аркадијског можда био и Силен.[8]
- Један од бранилаца Тебе у току похода седморице против Тебе, кога је убио Партенопеј.[3]
- Арејев и Еритејин син, чувар Герионових говеда. Њега је убио Херакле како би се домогао тих говеда и тако испунио десети задатак.[7]

## Уметност
У музеју у Калифорнији чува се атичка црнофигурална амфора на којој је представљена борба Херакла и Еуритиона, док Мнесимаха и Дексамен посматрају са стране. Амфора датира из 530-520. п. н. е. У Британском музеју се, пак, чува приказ другог кентаура, на апуљском црвенофигуралном каликсу из 350. п. н. е. Представљен је са још неким ликовима на Пиритојевом венчању. У Лувру се чувају две атичке црнофигуралне амфоре из 560-540. п. н. е. на којима је приказан Еуритион, чувар Герионових говеда, како лежи рањен испред Хераклових ногу. Слична амфора из истог периода постоји и у Минхену.

## Тумачење
Паусанија је извештавао да се приказ борбе између Лапита и кентаура могао видети на забату Зевсовог храма у Олимпији, у Атини, у светилишту Тезеја и на Атенином штиту и према Роберту Гревсу, то није био само сукоб племена у суседству, већ ритуал својствен вим Хеленима приликом крунидбених свечаности. Наиме, новоустоличени краљ се борио против играча прерушеним у животиње (кентауре или вероватније, сатире), где је Еритион играо класичну улогу уљеза, кријумчара. Овај лик се јављао на свадбеним свечаностима у северној Грчкој, а и главни је лик Аристофанових комедија. Гревс тумачи и приказ другог кентаура, кога је убио Херакле. Према његовом писању, овај мит је настао тумачењем исте иконе која је приказивала свадбу и убиство Фола. Наиме, Еуритион је присилио Дексамена да му да руку своје кћерке, али га је Херакле осујетио.